# Histoire du télescope

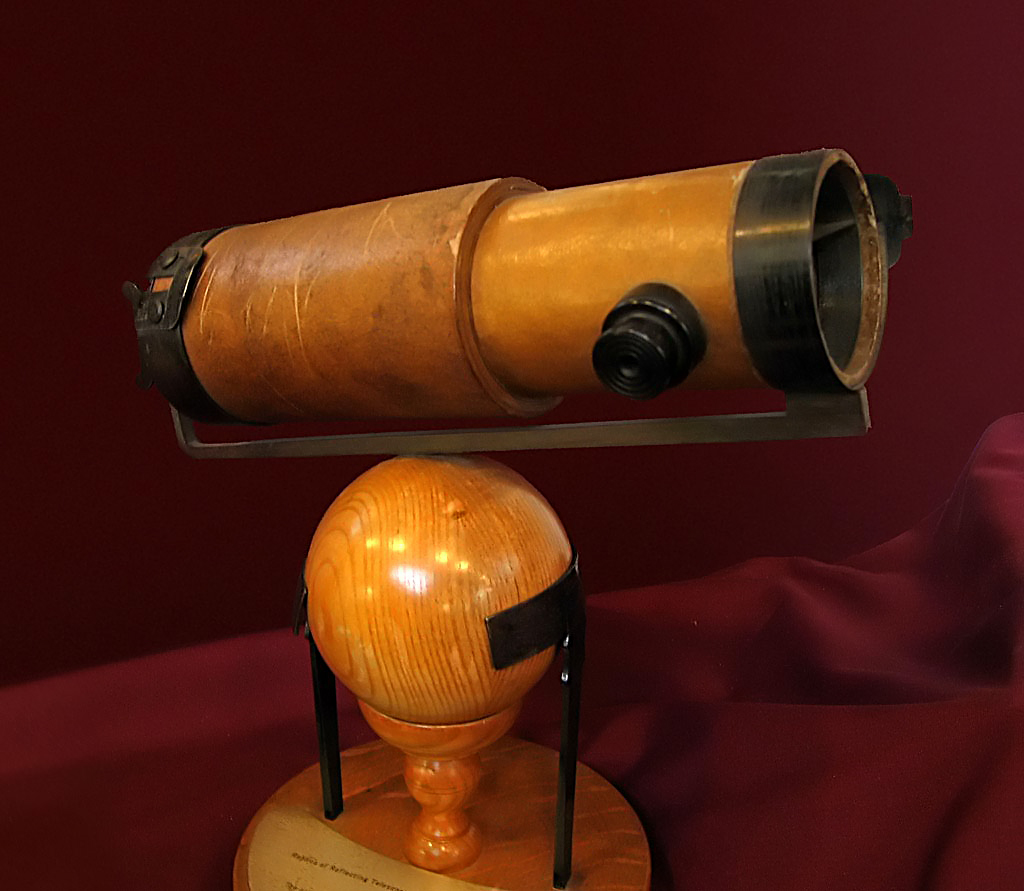
Copie du télescope de Newton de 1672

Le télescope est un instrument optique à réflexion destiné principalement à l'observation astronomique.
Le mathématicien et physicien anglais Isaac Newton le mit en pratique en 1666 en utilisant un miroir concave en speculum (en), qui est un alliage de cuivre (2/3) et d'étain (1/3), de 2,5 pouces de diamètre comme réflecteur.
Il présenta cette invention ainsi que ces résultats à la Royal Society en 1671.

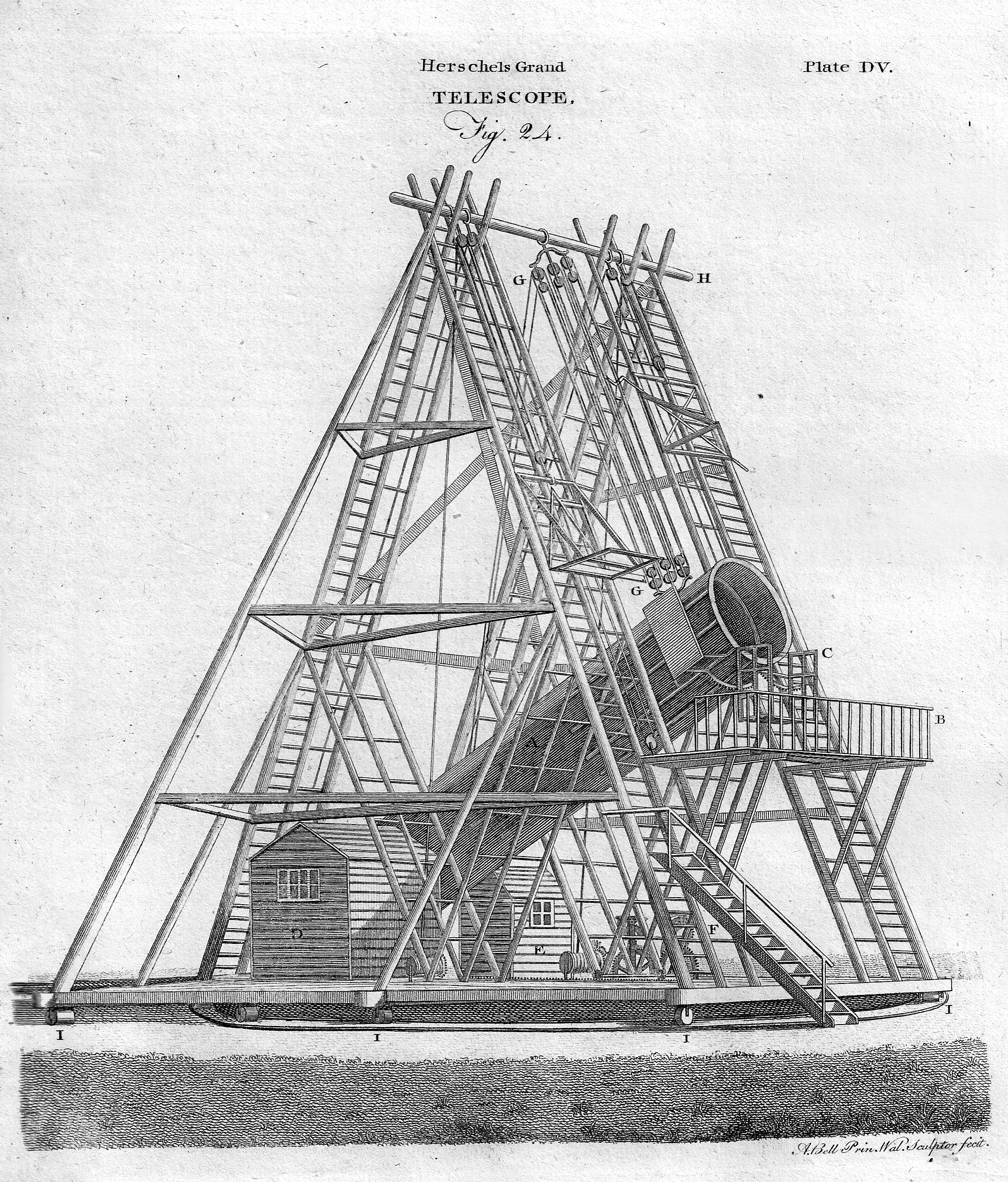
Télescope de Herschell (1785/1789)

Au cours du XVIIIe siècle, les télescopes utilisèrent des réflecteurs de plus en plus gros. 
L’astronome allemand William Herschel, découvreur de la planète Uranus en 1781, construisit un réflecteur toujours en bronze de 122 cm de diamètre en 1789. Ce fut le plus gros télescope du monde jusqu'en 1845.
En 1866, Léon Foucault inventa un miroir plus léger en déposant une fine couche transparente d'argent du côté externe du verre d'un télescope. Dès lors on fabriqua des télescopes plus grands que les lunettes (comme ceux de l'Observatoire du Mont Wilson).
En 1810, l’écossais James Gregory fut le premier à décrire le principe du télescope à miroir[à vérifier].
Au début de XXe siècle, les astronomes américains prirent conscience de la qualité des sites d'observations de leur pays. Ils construisirent l’observatoire du Mont Wilson, en Californie. Muni d'un réflecteur de 2,54 m, cet instrument reste célèbre pour avoir servi aux travaux de l’astronome Edwin Hubble dans les années 1920, préfigurant ainsi les travaux d'Albert Einstein.
L'observatoire du Mont Palomar et son télescope de 5 m de diamètre fut construit en 1947 (mis en service en 1949), sa contribution à l'astronomie et l'astrophysique est immense.
La Russie soviétique construisit  un télescope géant de 6 m, le BTA-6 à Zelenchukskaya, mis en service en 1975 (il détint le record du plus gros télescope jusqu'en 1993). Accumulant de nombreux défauts, ce télescope ne put jamais donner tout son potentiel. 
Reprenant les travaux d'Antoine Labeyrie dans les années 1970, l'interférométrie se généralise dans les observatoires d'astronomie.
L'observatoire W. M. Keck fut mis en service au Mauna Kea en 1993. Son miroir de 9,8 m de diamètre en fit longtemps le plus gros du monde. On l'utilise actuellement en interférométrie.
Actuellement, c'est le GTC (Gran Telescopio Canarias, ou GranTeCan), inauguré en Espagne qui détient le record de plus gros miroir avec 10,4 m de diamètre.  
L'apparition de la technologie des miroirs minces et de l'optique adaptative a permis de construire des miroirs monolithiques de 10 m de diamètre mais actuellement les miroirs segmentés (segmentation d'un miroir en petits miroirs hexagonaux) permet d'envisager des miroirs de 50 m de diamètre (comme l'E-ELT).
Citons l'existence du télescope spatial Hubble, mis en service en 1990 ; et du VLT utilisant 4 miroirs de 8,4 m en interférométrie.
Si ces télescopes étudient le spectre visible venant de l'espace, on a construit aussi des télescopes capables d'observer dans le domaine infrarouge, micro-ondes, des ondes radio, des rayons X des UV et des rayons gamma.